# Festival international du film de Moscou 2004
Le 26e festival international du film de Moscou a lieu du 18 au 27 juillet 2004. Le George d'or est attribué au film russe Les Nôtres réalisé par Dmitri Meskhiev.

## Jury
- Alan Parker (Royaume-Uni – président du jury)
- Jerzy Stuhr (Pologne)
- Boris Akounine (Russie)
- Armen Medvedev (Russie)
- Barbara Sukowa (Allemagne)
- Humbert Balsan (France)

## Films en compétition
Les films suivants sont sélectionnés pour la compétition principale :
| Titre anglais ou français | Titre original          | Réalisateur(s)                    | Pays d'origine          |
| ------------------------- | ----------------------- | --------------------------------- | ----------------------- |
| Angulimala                | Angulimala              | Sutape Tunnirut                   | Thaïlande               |
| Ben's Biography           | Habiographia Shel Ben   | Dan Wolman                        | Israël                  |
| Goddess of Mercy          | Yù Guān Yīn             | Ann Hui                           | Chine                   |
| Revolution of Pigs        | Sigade revolutsioon     | Jaak Kilmi, René Reinumägi        | Estonie                 |
| Harvest Time              | Vremya zhatvy           | Marina Razbezhkina                | Russie                  |
| Details                   | Detaljer                | Christian Petri                   | Suède                   |
| Secrets d'État            | A Different Loyalty     | Marek Kanievska                   | États-Unis, Royaume-Uni |
| Earth's Skin              | La piel de la tierra    | Manuel Fernandez                  | Espagne                 |
| Olgas Sommer              | Olgas Sommer            | Nina Grosse                       | Allemagne               |
| National Bomb             | Natsionalnaya bomba     | Vagif Mustafayev                  | Azerbaïdjan, Russie     |
| Portugal S.A.             | Portugal S.A.           | Ruy Guerra                        | Portugal                |
| Papa                      | Papa                    | Vladimir Machkov, Ilya Rubinstein | Russie                  |
| Conversaciones con Mama   | Conversaciones con mama | Santiago Carlos Oves              | Argentine, Espagne      |
| Les Nôtres                | Svoi                    | Dmitri Meskhiev                   | Russie                  |
| Kiss Me First             | Prima dammi un bacio    | Ambrogio Lo Giudice               | Italie                  |
| So Cute                   | Kwiyeowo                | Kim Su-hyeon                      | Corée du Sud            |
| Hazardous and Unhealthy   | Varea anthygieina       | Antonis Papadoupoulos             | Grèce                   |

## Palmarès
- George d'or : Les Nôtres de Dmitriy Meshiev
- Prix spécial du jury : George d'argent : Revolution of Pigs de Jaak Kilmi et René Reinumägi
- George d'argent :
  - Meilleur réalisateur : Dmitriy Meshiev pour Les Nôtres
  - Meilleur acteur : Bohdan Stoupka pour Les Nôtres
  - Meilleure actrice : China Zorrilla pour Conversaciones con Mama
- George d'argent pour le meilleur fil de la compétition « Perspective » : The Hotel Venus de Hideta Takahata
- Prix pour l'ensemble de son œuvre : Emir Kusturica
- Prix Stanislavski : Meryl Streep

## Source de la traduction
- (en) Cet article est partiellement ou en totalité issu de l’article de Wikipédia en anglais intitulé « 26th Moscow International Film Festival » (voir la liste des auteurs).